# Maximilian Hering
Maximilian „Max“ Hering (* 1994 in Wiesbaden) ist ein deutscher Jazzmusiker (Schlagzeug, auch Piano, Komposition).

## Leben und Wirken
Hering stammt aus einer Musikerfamilie und begann mit vier Jahren mit dem Schlagzeugspiel; sein Vater gründete 2002 die Band Full House, mit der er erste Erfahrungen sammelte. Zehnjährig wendete er sich auch dem Klavier zu. 2009 gründete mit Freunden die Rockband Orange Dust, die zwei EPs und ein Album mit eigenen Songs veröffentlichte. Daneben errang er zwischen 2009 und 2014 mehrfach Preise bei Jugend jazzt und wirkte im Florian Boos Quartett und weiteren Bands. Nach dem Jazzstudium in Arnheim und zeitweise in Barcelona bei René Creemers, Etienne Nillesen und David Xirgu erhielt er 2019 seinen Bachelor of Music. Auch absolvierte er Masterclasses bei Mark Turner, Ethan Iverson, Jorge Rossy, Christian Lillinger sowie Ralf Gustke.
Hering leitet seine eigenen Bandprojekte Maximilian Hering Group, das Surf-Jazz-Projekt The Foaming Waves sowie Red Hering, für die er auch komponiert. Mit der Maximilian Hering Group legte er 2022 bei Klangraum Records sein Debütalbum Nostalgia vor. Mit seinem Quintett Red Hering, das seit 2019 mit Marko Mebus, Milan Kühn, Philipp Rüttgers und Dion Nijland besteht und teilweise durch die Sängerin Sara Bax verstärkt wurde, veröffentlichte er 2024 bei Double Moon Records das Album Butter bei die Fische. Mit Manuel Seng und Grégoire Pignède wirkt er im Engel Trio. Weiterhin spielt er in Gruppen wie the new hot, Sol Jang Trio, Sara Bax, Haberecht 4 und MAR.CO. Er trat bereits auf Bühnen in Süd-Korea, Spanien, den Niederlanden, der Schweiz und Deutschland auf.